# Hapithus montanus
Hapithus montanus är en insektsart som först beskrevs av Henri Saussure 1897.  Hapithus montanus ingår i släktet Hapithus och familjen syrsor. Inga underarter finns listade i Catalogue of Life.